# Lena Häcki-Gross
Lena Häcki (peut également s'écrire Haecki) est une biathlète suisse, née le 1er juillet 1995 à Engelberg.

## Biographie
Licenciée au club de sa ville natale Engelberg, elle commence sa carrière internationale junior en 2012. En 2013, elle remporte une médaille de bronze aux Championnats du monde jeunesse sur le relais.
En fin d'année 2014, elle participe à ses premières courses en Coupe du monde. Elle marque ses premiers points en janvier 2015 sur les sprints d'Oberhof puis d'Antholz-Anterselva où elle est se classe 12e. Lors des Championnats du monde de Kontiolahti, elle se classe notamment 28e du sprint.
Elle est double médaillée d'argent aux Championnats du monde juniors 2016. Au début de la saison 2016-2017, elle termine notamment 4e de la poursuite d'Östersund.
Aux Jeux olympiques d'hiver de 2018, elle termine notamment 8e de la poursuite et sixième du relais.
Au début de la saison 2018-2019 à Pokljuka, Lena Häcki monte avec Elisa Gasparin, Benjamin Weger et Jérémy Finello sur le premier podium en relais mixte de la Suisse en Coupe du monde. Elle continue l'hiver en réalisant plusieurs top dix et se classe 11e de l'individuel aux Championnats du monde à Östersund.
En décembre 2019, elle finit 3e de la poursuite au Grand-Bornand, signant ainsi son premier podium individuel, tandis qu'en compagnie des sœurs Gasparin, Selina, Elisa et Aita, elle monte à trois reprises sur le podium du relais, se classant 2e à Östersund et 3e à Hochfilzen puis Ruhpolding. Les Suissesses terminent 2es au classement général du relais derrière les Norvégiennes. En fin de saison Lena Häcki se classe 22e de la Coupe du monde 2019-2020, trois places de mieux que la saison précédente.
Après deux exercices plus mitigés, elle reprend sa progression et termine 19e au classement général de la Coupe du monde 2022-2023, grâce à une plus grande régularité dans ses résultats.
Au début de la saison suivante, en décembre 2023, Lena Häcki-Gross se classe quatrième du sprint de Hochfilzen puis signe le lendemain son deuxième podium individuel en Coupe du monde en terminant deuxième de la poursuite. Le 19 janvier 2024, elle remporte la première victoire de sa carrière sur l'individuel court à Antholz-Anterselva devant Julia Simon et Lou Jeanmonnot. Après des championnats du monde 2024 décevants en février, elle se distingue à nouveau en Coupe du monde en remportant sa deuxième victoire, le 2 mars à Oslo sur le départ groupé.

## Vie privée
En juin 2022, Lena Häcki se marie avec le biathlète allemand Marco Gross. Son nom devient alors Häcki-Gross.

## Palmarès

### Jeux olympiques
| Édition / Épreuve | Individuel | Sprint | Poursuite | Mass start | Relais  | Relais mixte |
| ----------------- | ---------- | ------ | --------- | ---------- | ------- | ------------ |
| Pyeongchang 2018  | 34e        | 26e    | 8e        | 23e        | 6e      | 13e          |
| Pékin 2022        | 24e        | 23e    | 24e       | 16e        | Abandon | 8e           |

Légende :
- — : non disputée par Häcki

### Championnats du monde
| Édition / Épreuve       | Individuel | Sprint | Poursuite | Mass start | Relais | Relais mixte | Relais mixte simple              |
| ----------------------- | ---------- | ------ | --------- | ---------- | ------ | ------------ | -------------------------------- |
| Kontiolahti 2015        | 85e        | 28e    | 35e       | —          | 22e    | —            | Épreuve inexistante à cette date |
| Holmenkollen 2016       | 67e        | 21e    | 33e       | —          | 16e    | —            | Épreuve inexistante à cette date |
| Hochfilzen 2017         | 85e        | 35e    | 48e       | —          | 13e    | 14e          | Épreuve inexistante à cette date |
| Östersund 2019          | 11e        | 53e    | 14e       | 30e        | 13e    | 11e          | —                                |
| Antholz-Anterselva 2020 | 59e        | 63e    | —         | —          | 6e     | 10e          | 5e                               |
| Pokljuka 2021           | 12e        | 7e     | 12e       | 15e        | 12e    | 10e          | —                                |
| Oberhof 2023            | 9e         | 28e    | 33e       | 11e        | 8e     | 7e           | 12e                              |
| Nové Město 2024         | 17e        | 66e    | —         | 24e        | 9e     | 4e           | 5e                               |
| Lenzerheide 2025        | 16e        | 4e     | 5e        | 21e        | 14e    | 6e           | —                                |

Légende :
- — : non disputée par Häcki
- : pas d'épreuve

### Coupe du monde
- Meilleur classement général : 6e en 2024.
- 11 podiums :
  - 7 podiums individuels : 2 victoires, 1 deuxième place et 4 troisièmes places.
  - 3 podiums en relais : 1 deuxième place, 2 troisièmes places.
  - 1 podium en relais mixte : 1 deuxième place.

Dernière mise à jour le 22 mars 2025

#### Classements en Coupe du monde
| Saison    | Individuel | Individuel | Sprint | Sprint | Poursuite | Poursuite | Mass start | Mass start | Général | Général    |
| Saison    | Points     | Class.     | Points | Class. | Points    | Class.    | Points     | Class.     | Points  | Classement |
| --------- | ---------- | ---------- | ------ | ------ | --------- | --------- | ---------- | ---------- | ------- | ---------- |
| 2014-2015 | -          | nc         | 55     | 50e    | 9         | 72e       |            |            | 64      | 60e        |
| 2015-2016 | -          | nc         | 20     | 70e    | 11        | 72e       |            |            | 31      | 72e        |
| 2016-2017 | 5          | 66e        | 113    | 27e    | 103       | 30e       | 34         | 34e        | 255     | 32e        |
| 2017-2018 | -          | nc         | 93     | 29e    | 47        | 45e       | 8          | 46e        | 148     | 44e        |
| 2018-2019 | 42         | 25e        | 94     | 32e    | 171       | 12e       | 74         | 26e        | 381     | 25e        |
| 2019-2020 | 38         | 28e        | 102    | 31e    | 76        | 24e       | 85         | 20e        | 301     | 22e        |
| 2020-2021 | 47         | 20e        | 81     | 39e    | 123       | 21e       | 69         | 24e        | 321     | 27e        |
| 2021-2022 | -          | nc         | 86     | 34e    | 113       | 21e       | 41         | 28e        | 240     | 32e        |
| 2022-2023 | 43         | 19e        | 145    | 16e    | 110       | 18e       | 71         | 21e        | 369     | 19e        |
| 2023-2024 | 122        | 4e         | 239    | 7e     | 287       | 7e        | 205        | 3e         | 853     | 6e         |
| 2024-2025 | 41         | 30e        | 112    | 23e    | 123       | 14e       | 83         | 21e        | 359     | 19e        |

#### Victoires
| Édition / Épreuve | Individuel             | Sprint | Poursuite | Mass start   | Total |
| ----------------- | ---------------------- | ------ | --------- | ------------ | ----- |
| 2023-2024         | Antholz-Anterselva (*) |        |           | Holmenkollen | 2     |
| Total             | 1                      |        |           | 1            | 2     |

(*) : Individuel court
Dernière mise à jour le 2 mars 2024

### Championnats du monde junior
- Médaille d'argent du sprint et de la poursuite en 2016.

### Championnats du monde jeunesse
- Médaille de bronze du relais en 2013.